# Kruger (entreprise)
Pour les articles homonymes, voir Kruger.
Ne doit pas être confondu avec Krüger (entreprise).
 (mars 2011).
Si vous disposez d'ouvrages ou d'articles de référence ou si vous connaissez des sites web de qualité traitant du thème abordé ici, merci de compléter l'article en donnant les références utiles à sa vérifiabilité et en les liant à la section « Notes et références ».
Kruger est une entreprise canadienne présente dans le domaine de l'industrie de la pâte à papier. Elle est l’un des principaux recycleurs de papiers et cartons en Amérique du Nord. La société Kruger possède des établissements au Québec, en Ontario, en Colombie-Britannique, à Terre-Neuve-et-Labrador et aux États-Unis.

## Historique
Joseph Kruger fonde à Montréal en 1904 un commerce de papiers fins qui est à l'origine du réseau Kruger actuel. En 1928, à l'âge de 25 ans, Gene Kruger, le fils du fondateur, devint président. Il assure l'essor de l'entreprise dans la fabrication du papier journal, du carton et des papiers à usages domestiques et industriels et emploie aujourd'hui près de 10 500 personnes.
Entrepreneur dynamique, Gene H. Kruger a fait de la société Kruger ce qu'elle est.
Le nouveau PDG Joseph Kruger, le fils de Gene Kruger, agit à la modernisation de la société et son expansion continue. La société est présente dans les secteurs des papiers impression spéciaux, des papiers à usages domestiques et industriels en Amérique du Nord et du recyclage, et des vins et spiritueux, et de la forêt et des produits forestiers, de l'énergie renouvelable, du recyclage tout en accordant une importance certaine à l'environnement.
Le pavillon Gene-H.-Kruger est inauguré à l'Université Laval en 2005.

## Activités
Les activités de la Société sont réparties en deux grandes divisions :
Produits industriels : papiers pour publications, produits forestiers, cartons et emballages.
Produits de consommation: papiers domestiques et institutionnels.
La société Kruger comprend également la filiale Kruger Énergie, dont les activités incluent le développement et l'exploitation de projets énergétiques dans les secteurs de l'énergie hydroélectrique, solaire, éolienne, de cogénération à la biomasse et du biogaz.
Kruger possède des centres de tri et de récupération qui lui permettent d'assurer l'approvisionnement de ses usines en papiers et cartons recyclés pour la production de pâte recyclée et de produits de papier recyclés.

### Produits industriels

#### Papier pour publication
Cette unité d’affaires de  Kruger produit du papier journal, du papier couché, du papier annuaire et du papier surcalandré.
Kruger Papiers compte quatre usines, situées à Trois-Rivières, Kruger-Wayagamack, Brompton situé à Sherbrooke au Québec, et une à Terre-Neuve-et-Labrador: Corner Brook Pulp and Paper Limited. Elles produisent du papier journal, du papier couché, du papier annuaire et du papier surcalandré. Les quatre usines sont certifiées ISO 9001 : 2000 (gestion de la qualité), PwC‑ICoCTM (chaîne de suivi) et PEFC (chaîne de suivi). Chacune possède ses installations de recyclage, son système de traitement secondaire des effluents et ses programmes de protection de l’environnement et de conservation de l’énergie.
Deux usines sont également dotées d’installations de désencrage et produisent annuellement environ 300 000 tonnes de pâte désencrée qui entre dans la production des différents produits de la Société Kruger.

#### Produits forestiers
Kruger contribue à la protection des forêts par des pratiques d'aménagement durable certifiées.
La richesse d'un milieu naturel dépend en grande partie de sa diversité biologique de la forêt.
Que ce soit lors de la construction des chemins forestiers, de la récolte du bois ou des travaux sylvicoles, les normes de protection environnementale sont respectées.
Kruger s'engage à la protection de la qualité de l'eau, les lisières boisées sont conservées en bordure des lacs et des rivières afin de maintenir les habitats fauniques et les attraits esthétiques du territoire. Une attention spéciale est aussi portée à la protection de sites fragiles, tels les héronnières et les tourbières, et au maintien d'une variété d'espèces d'arbres sur le territoire.

#### Carton et emballages
Kruger détient Krupack Emballages.
Ses usines de LaSalle et de Brampton, produisent des emballages pour le secteur alimentaire et les boissons, les produits laitiers, la viande, les fruits et les légumes, les fleurs, les produits chimiques, les textiles et les vêtements. Ces usines fabriquent aussi des emballages pour les appareils électro-ménagers, des pièces d'auto et des produits industriels.

### Produits de consommations

#### Papiers domestiques et institutionnels

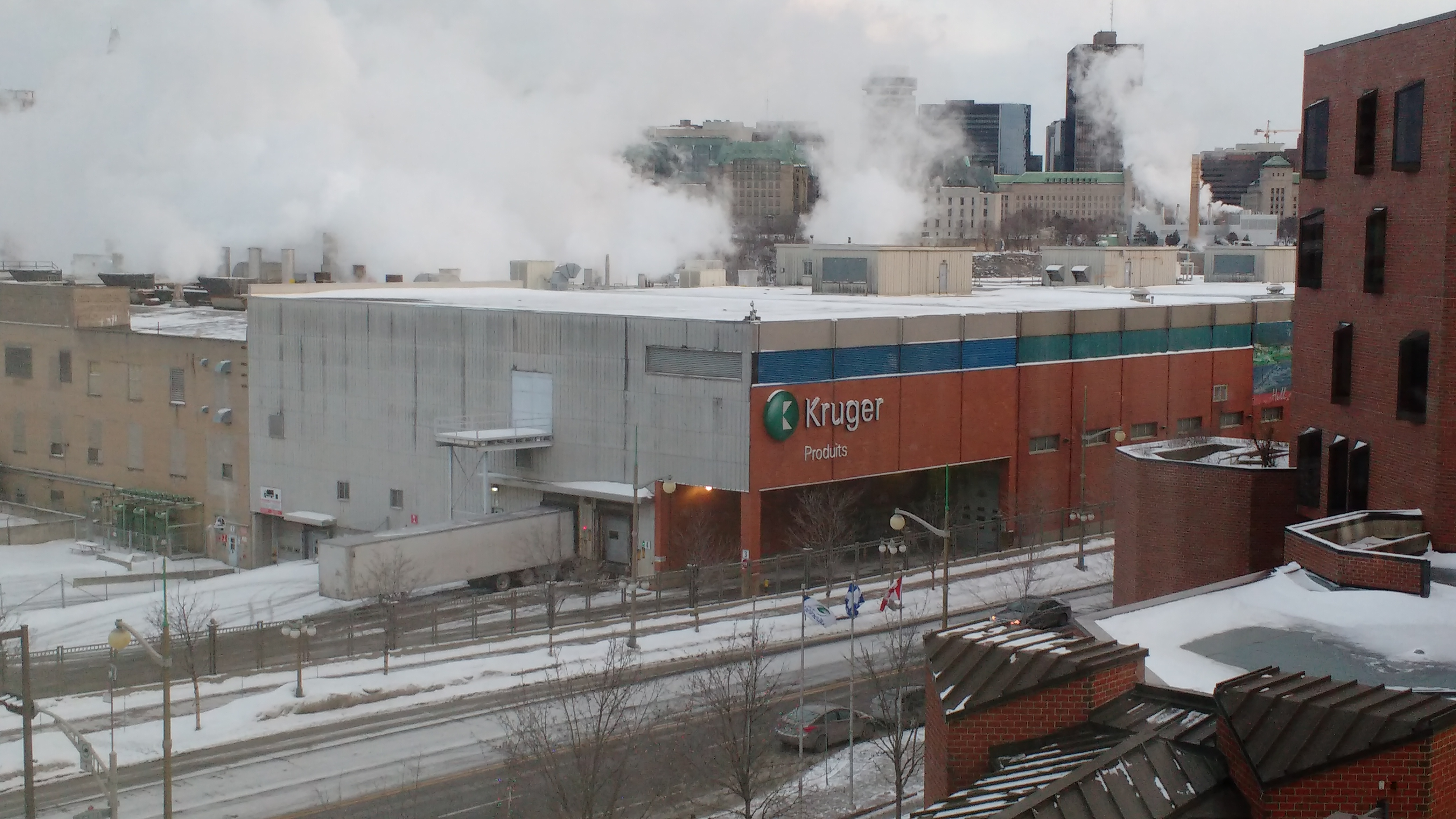
L'usine de Gatineau, en 2016.

L'unité commerciale des papiers à usages domestiques et institutionnels de Kruger comprend quatre usines au Canada à Crabtree, Sherbrooke et Gatineau, New Westminster, et une à Memphis aux États-Unis. Ses usines produisent annuellement environ 294 000 tonnes métriques brutes séchés à l'air (TMBSA), ce qui représente 37 % de la capacité de fabrication de papiers à usages domestiques et institutionnels au Canada ce qui en fait le premier fabricant au Canada. Une nouvelle machine, prévue pour démarrer en 2024 à Brompton produira 60 000 tonnes métriques par an.
Avec sa gamme hors foyer, Produits Kruger se classe aussi au premier rang des fabricants de produits commerciaux et industriels au Canada par sa présence dans les immeubles de bureaux, ainsi que dans les secteurs de la santé, de la restauration, des industries diverses et de l’hôtellerie. Parfaitement adaptée aux besoins de l’utilisateur. Ils proposent une gamme de produits pour la salle de bain, y compris les papiers mouchoirs, ainsi que les essuie-tout, les débarbouillettes préhumectées, les serviettes en papier et les produits pour les soins de la peau.

#### Vins et spiritueux
En septembre 2006 Kruger rachète l’entreprise québécoise Maison des Futailles S.E.C. fondée en 1922 par l’usine d’embouteillage de la S.A.Q. (Société des Alcools du Québec) et par sa croissance importante au cours des dix dernières années. Aujourd’hui, cette unité distribue environ 20 % de tous les vins commercialisés au Québec et poursuit maintenant son expansion dans les autres provinces canadiennes, ainsi qu’aux États-Unis. En 2022, la Maison des Futailles sera acquis par le Groupe Dandurand, se renommant Station 22.

### Kruger Énergie
Kruger Énergie' spécialisée dans les énergies renouvelables telles que l'hydroélectricité, l'éolienne, la cogénération par biomasse et les biogaz.